# Wahlfried Ficker
Wahlfried Ficker (auch Walfried, Wahl Friedrich bzw. Fickert) (* 1676; † 1770) war ein deutscher Orgel- und Musikinstrumentenbauer. Er entwickelte mit seinem Cymbalklavier eine Frühform des Hammerklaviers.

## Leben
Ficker war Mitarbeiter des Orgelbauers Johann Jacob Donati des Älteren. Da Donati auch Clavichorde baute, kam Ficker wahrscheinlich bei ihm mit dem Tasteninstrumentenbau in Berührung.
Im Jahre 1716 reparierte er die Orgel in der Wenzelskirche in Naumburg, im Jahre 1718 die im Zeitzer Dom. Ficker, der eine Werkstatt in Zeitz besaß, errichtete 1729 die Orgel in der Kirche in Theißen neu.
Am 23. Oktober 1731 erschien in der Leipziger Post-Zeitung folgende Anzeige Fickers:

„Denen Liebhabern der edlen Musique dienet zur Nachricht, daß von dem Orgel- und Instrument- Macher, Nahmens Wahl Friedrich Fickern in Zeitz, abermahl ein neu musicalisches Instrument inventiret und verfertiget worden, welches Cymbal-Clavir genennet wird; es ist in Form eines 16- füßigen Clavicymbels, und 4 Chörig, mit Drat-Saiten bezogen; an Gravität und Force übertrifft es den stärcksten Clavicymbel, und stehet in Stimmung so lange, als ein gut Clavichordium ohne die geringste Accomodirung, lässet sich auch also leichte tractiren, da doch die Hämmergen auf 21⁄2 Zoll von oben herabwärts an die Saiten schlagen. 
Überdiß hat es auch einige Veränderung:
1) eine angenehme Dämpfung, als ob mit betuchten Hämmergen gespielet würde;
2) kan man auch, vermittelst eines Zuges, das Untereinandersausen in währenden Spielen verhindern, gleichwie das Tuch in der Tangente eines Clavicymbels die Saite stille machet.
Dieses Instrument, welches um einen civilen Preiß zu haben, hat die Eigenschafft des von dem hochberühmten Pandalon erfundenen Cymbals, und ist von vielen Virtuosen admiriret und approbiret worden.“

Ficker hatte, wie beschrieben, das von Pantaleon Hebenstreit entwickelte Großform des Hackbrettes mit mechanischen Hämmern versehen, es entstand so eine Frühform des Hammerklaviers. Er selbst nannte dieses Instrument Cymbalklavier.
Aus dem Jahre 1748 ist noch ein Gesuch von Wahlfried Ficker um Bezahlung des Rückstandes von den veraccordierten 245 Talern für die in die Kirche zu St. Stephan Zeitz erbaute neue Orgel aktenkundig.